# پزشکی میدان جنگ
پزشکی میدان نبرد (به انگلیسی: Battlefield medicine) درمان مجروحان نظامی و غیرنظامی در نزدیک منطقه ای از مبارزه است. پزشکی با روش‌هایی که برای اولین بار برای درمان زخم‌ها در طول جنگ ایجاد شد، بسیار پیشرفت کرده‌است. با ظهور روش‌های پیشرفته و فناوری پزشکی، حتی افراد پلی تروما هم می‌توانند در جنگ‌های مدرن زنده بمانند. پزشکی میدان جنگ دسته ای از پزشکی نظامی است.

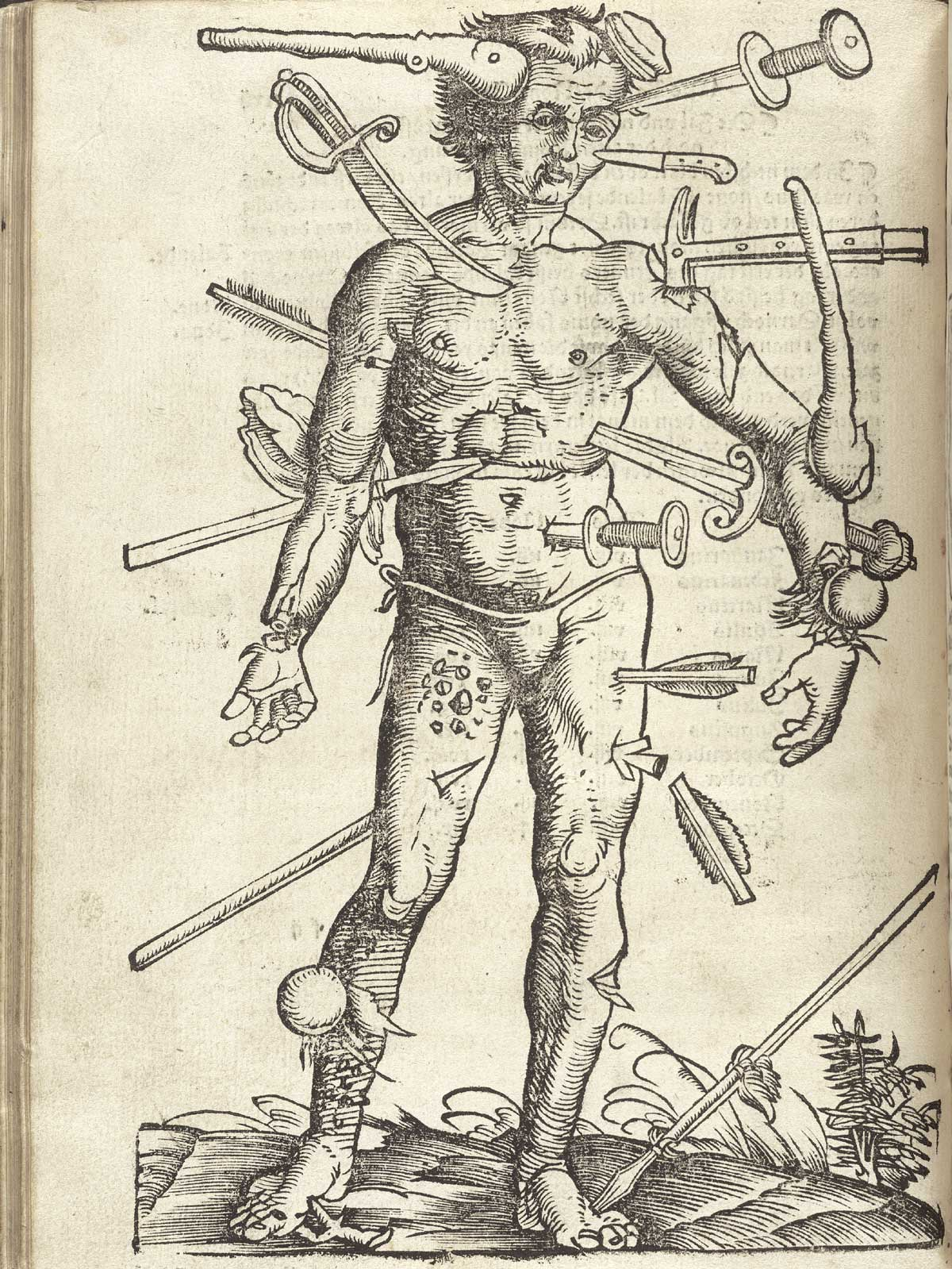
تصویری از مرد زخمی که انواع زخم‌ها را از «راهنمای میدانی برای درمان زخم‌ها» نشان می‌دهد. هانس فون گرسدورف، (۱۵۱۷)

## کرونولوژی پیشرفت‌های پزشکی میدان جنگ

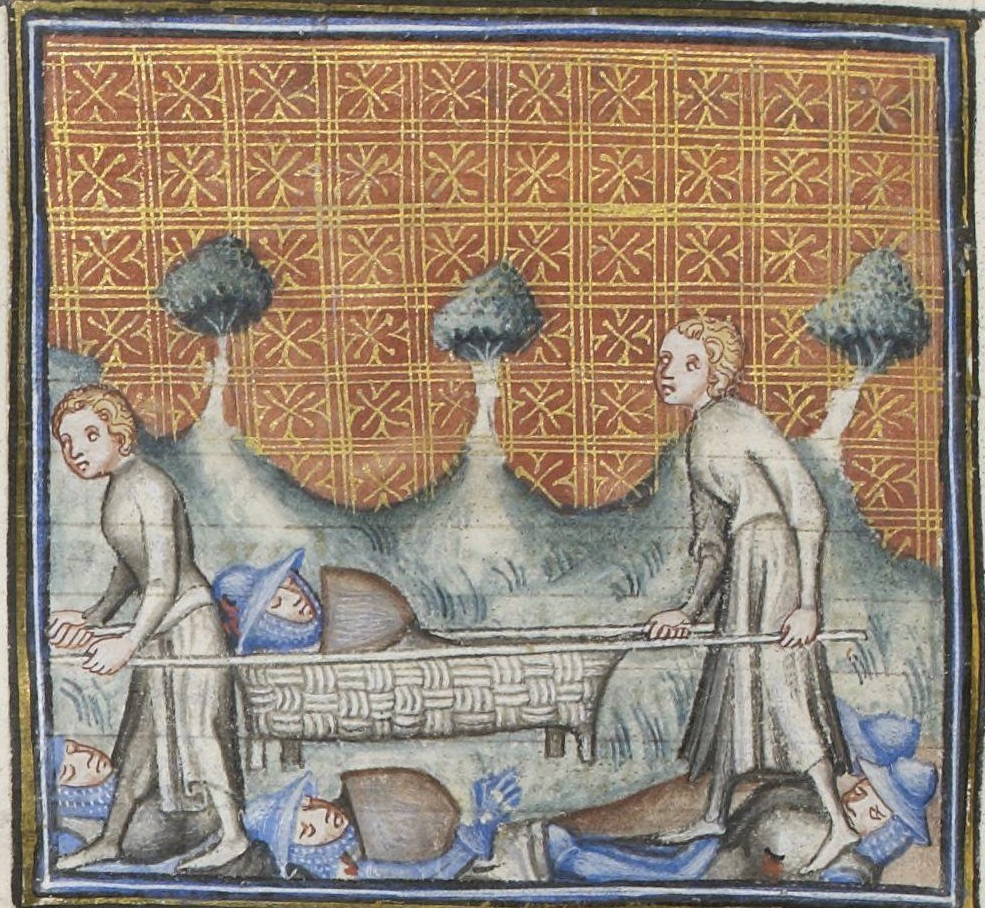
یک شوالیه زخمی روی برانکارد قرون وسطایی حمل می‌شود.

- در طول لشکرکشی‌های اسکندر کبیر در قرن چهارم قبل از میلاد، از رگ بند‌ها برای جلوگیری از خونریزی سربازان مجروح استفاده می‌شد.[۱] رومیان از آنها برای کنترل کردن خونریزی، به ویژه در هنگام قطع عضو استفاده می‌کردند. این رگ بندها تسمه‌های باریکی از برنز بودند که از چرم فقط برای راحتی استفاده می‌کردند.[۲]
- در سال ۱۳۸۰ میلادی یک برانکارد اولیه که احتمالاً از جنس حصیری بر روی یک قاب ساخته می‌شود.[۳] برانکاردهای ساده، درست در اواسط قرن بیستم در میان ارتشیان رایج بود.[۴]
- در طول نبرد شروزبری در سال ۱۴۰۳، شاهزاده هنری با استفاده از ابزار جراحی مخصوص طراحی شده، یک تیر را از صورتش برداشتند.
- آمبولانسها یا وسایل نقلیه اختصاصی برای حمل مجروحان برای اولین بار توسط سربازان اسپانیایی در طول محاصره مالاگا استفاده شد.
- جراح نظامی فرانسوی آمبروز پاره پیشگام درمان زخم مدرن در میدان جنگ بود. دو کمک اصلی او در پزشکی میدان نبرد استفاده از پانسمان برای درمان زخم‌ها و استفاده از رباط برای توقف خونریزی در حین قطع عضو بود.

## تاریخچه مراقبت از تلفات رزمی تاکتیکی (TCCC)
در سال ۱۹۸۹، فرمانده ارتش نیروی ویژه نیروی دریایی (NAVSPECWARCOM) یک برنامه تحقیقاتی برای انجام مطالعات در مورد مسائل پزشکی و فیزیولوژیکی ایجاد کرد. این تحقیق به این نتیجه رسید که خونریزی اندام یک علت اصلی مرگ و میر قابل پیشگیری در میدان نبرد است. در آن زمان، مراقبت و درمان مناسب بلافاصله انجام نمی‌شد و اغلب منجر به مرگ می‌شد. این بینش باعث ارزیابی مجدد سیستماتیک همه جنبه‌های مراقبت از تروما در میدان نبرد شد که از سال ۱۹۹۳ تا ۱۹۹۶ به عنوان تلاش مشترک پرسنل پزشکی عملیات ویژه و دانشگاه خدمات یکپارچه علوم بهداشت انجام شد. از طریق این تحقیق ۳ ساله، اولین نسخه از دستورالعمل‌های TCCC برای آموزش سربازان برای ارائه مداخله مؤثر در میدان جنگ ایجاد شد. هدف TCCC ترکیب داروی خوب با تاکتیک‌های خوب واحدهای کوچک است. یکی از جنبه‌های بسیار مهمی که TCCC بیان کرد، استفاده از رگ بندها بود، در ابتدا این باور وجود داشت که استفاده از رگ بند منجر به از دست دادن یک اندام به دلیل ایسکمی قابل پیشگیری است، اما پس از جستجوی دقیق متون، کمیته به این نتیجه رسید که اطلاعات کافی برای تأیید این ادعا وجود ندارد.